# Kunovo (Bośnia i Hercegowina)
Kunovo (cyr. Куново) – wieś w Bośni i Hercegowinie, w Republice Serbskiej, w gminie Foča. W 2013 roku liczyła 9 mieszkańców.